# Dobenau
Dobenau ist ein Stadtteil von Plauen im Stadtgebiet Zentrum.

## Geographie

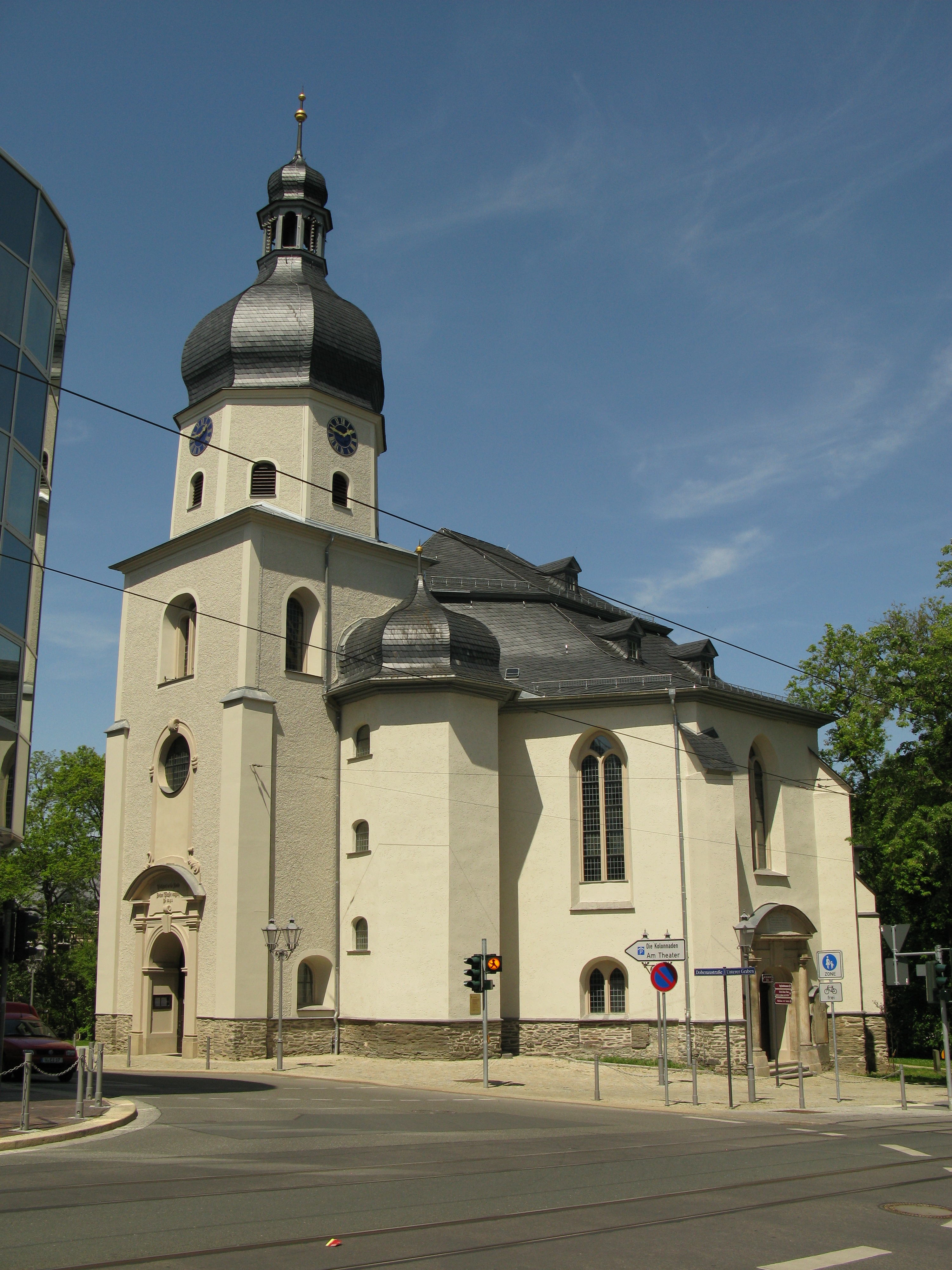
Die Lutherkirche

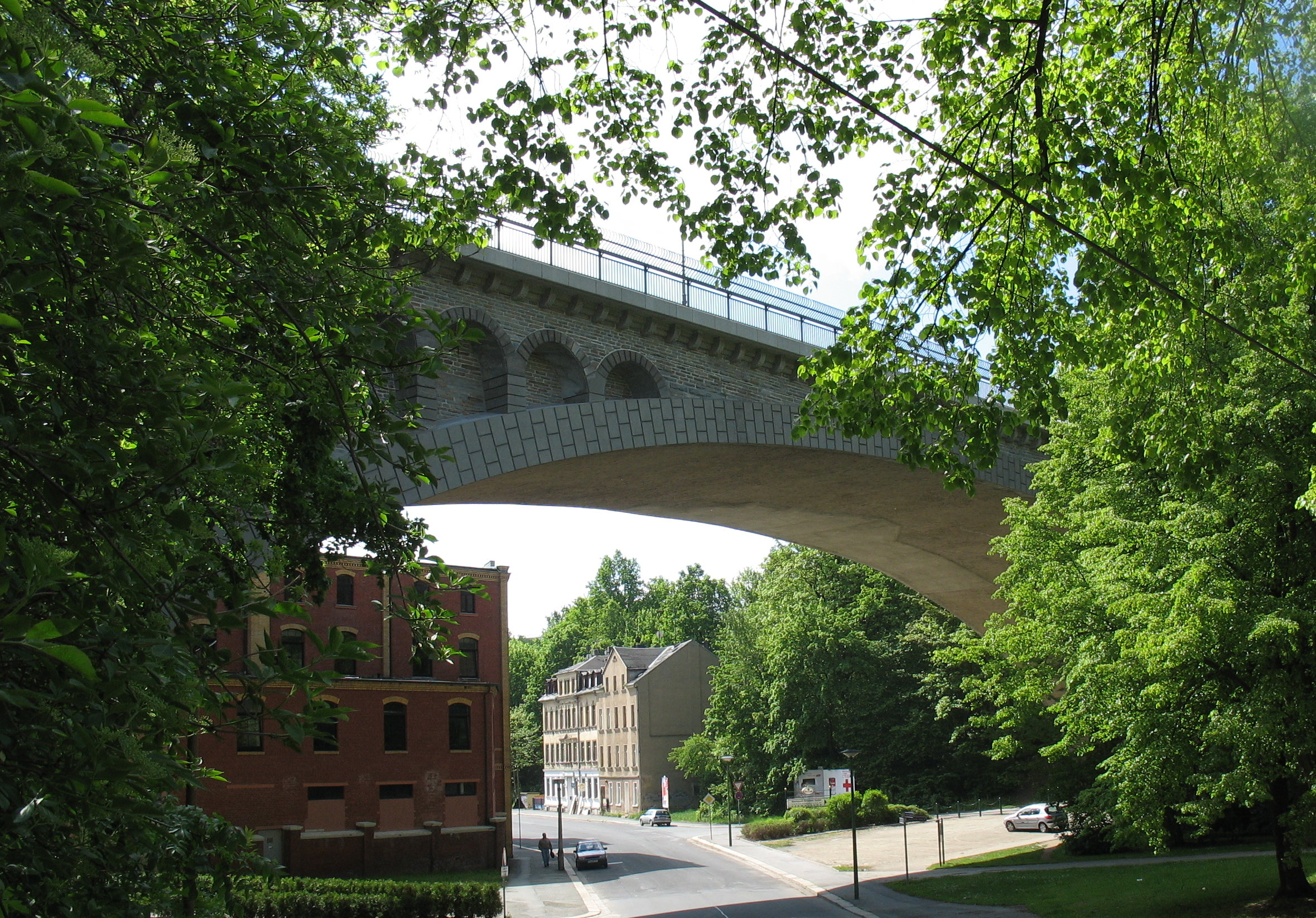
Die Friedensbrücke

Der Stadtteil Dobenau liegt im Zentrum Plauens und grenzt an fünf weitere Stadtteile.
|            | Bahnhofsvorstadt                            |            |
| Bärenstein | Kompassrose, die auf Nachbargemeinden zeigt | Schloßberg |
|            | Neundorfer Vorstadt                         | Altstadt   |

Der Stadtteil wird begrenzt durch (von Norden im Uhrzeigersinn) die Weststraße, die Reichsstraße, den Postplatz, den Unteren Graben, die Neundorfer Straße und die Friedensstraße (B92). Entlang der südlichen Grenze verläuft eine Linie der Plauener Straßenbahn. An der nordwestlichen Grenze des Stadtteils befindet sich die Friedensbrücke, die Brücke mit einem der größten steinernen Brückenbögen weltweit. Die ehemalige Hauptpost am nordöstlichen Rand wurde zu einem Geschäftshaus umgebaut. In unmittelbarer Nähe liegt das Vogtland-Theater Plauen. An der südöstlichen Grenze steht die Lutherkirche und im südwestlichen Teil die Pfarrkirche Herz Jesu.
Die Stammburg der Eversteiner als Gründer und Lokatoren des Dobnagaues befand sich auf dem Dobenaufelsen im Syratal, der zum benachbarten Stadtteil Bärenstein gehört. Geringe bauliche Relikte (Überreste der Kernburg-Ringmauer und zwei im Geländemodell erkennbare Halsgräben) haben sich obertägig erhalten.

## Öffentlicher Nahverkehr
Durch Dobenau verkehren die Stadtbuslinie B der Plauener Straßenbahn GmbH zur Ostvorstadt sowie die RufBus-Linie 74 der Plauener Omnibusbetrieb GmbH an die Talsperre Pöhl. Letztere verkehrt in der Sommersaison ohne Voranmeldung.
Am östlich gelegenen Postplatz befindet sich die Zentralhaltestelle „Tunnel“ der Plauener Straßenbahn. Dort fahren alle Plauener Straßenbahnlinien ab. Im Südwesten des Stadtteils befindet sich zudem der Dittrichplatz, an dem neben Straßenbahnen auch Regionalbusse nach Oelsnitz, Klingenthal, Schöneck, Auerbach und Rodewisch abfahren.